# خوسيه غوادالوبي كروز
خوسيه غوادالوبي كروز (بالإسبانية: José G. Cruz)‏ هو كاتب سيناريو وممثل مكسيكي، ولد في 31 يناير 1917 في المكسيك، وتوفي في 22 نوفمبر 1989 بلوس أنجلوس في الولايات المتحدة.

## وصلات خارجية
- خوسيه غوادالوبي كروز على موقع IMDb (الإنجليزية)